# 29 tháng 6
Ngày 29 tháng 6 là ngày thứ 180 (181 trong năm nhuận) trong lịch Gregory. Còn 185 ngày trong năm.

## Sự kiện
- 1776 – Cha cố Francisco Palou thành lập Tòa nhà hội truyền giáo San Francisco de Asis tại khu vực nay là thành phố San Francisco, Hoa Kỳ.
- 1880 – Quốc vương Pomare V bị buộc phải nhượng chủ quyền Tahiti và các đảo phụ thuộc cho Pháp.
- 1914 – Một phụ nữ mại dâm tên là Jina Guseva nỗ lực ám sát nhân vật tôn giáo và thần bí người Nga Grigori Rasputin.
- 1925 – 6,8 Mw Santa Barbara trận động đất ảnh hưởng đến bờ biển miền trung California với tối đa cường độ Mercalli của IX (bạo lực), phá hủy nhiều trung tâm thành phố Santa Barbara, California và để lại 13 người thiệt mạng.
- 1926 – Arthur Meighen trở lại nắm quyền Thủ tướng Canada trong King-Byng Affair.
- 1927 – Nhật thực toàn phần  diễn ra trên xứ Wales, miền bắc nước Anh, miền nam Scotland, Na Uy,  bắc Thụy Điển, Phần Lan về phía bắc, và phía bắc của Nga.
- 1928 – Tại Hội nghị dân chủ Quốc gia ở Houston, Thống đốc New York Al Smith trở thành người Công giáo đầu tiên được đề cử bởi một Đảng chính trị lớn làm Tổng thống Hoa Kỳ
- 1956 – Đạo luật Xa lộ Liên bang viện trợ được ký thành luật, chính thức thiết lập Hệ thống Xa lộ Liên tiểu bang tại Hoa Kỳ.
- 2007 – Phiên bản chiếc iPhone thế hệ đầu tiên chính thức được hãng Apple đưa ra thị trường.

## Sinh
- 1947 – Khương Đại Vệ, Diễn viên Hong Kong
- 1984 – Han Ji-hye, Diễn viên ca sĩ Hàn Quốc
- 1979 – Silvio Schröter, cầu thủ bóng đá Đức
- 1925 – Giorgio Napolitano, chính trị gia Ý
- 1926 – Jaber Al-Ahmad Al-Jaber Al-Sabah, Emir của Kuwait
- 1928 – Jean-Louis Pesch, nhà văn Pháp
- 1988 – Ngô Kiến Huy, ca sĩ người Việt Nam

## Mất
- 1369 – Trần Dụ Tông, Hoàng đế Việt Nam (s. 1336)
- 1845 – Nguyễn Phúc Quang, tước phong An Khánh vương, hoàng tử con vua Gia Long (s. 1811).
- 1895 – Thomas Huxley, nhà khoa học Anh (s. 1825)
- 1925 – Christian Michelsen, Thủ tướng Na Uy đầu tiên (s. 1857)
- 1998 – Frank Rowlett, nhà toán học Mỹ (s. 1908)
- 2000 – Vittorio Gassman, Diễn viên Ý (s. 1922)
- 2001 – Silvio Angelo Pio Oddi, Hồng y Giáo hội Công giáo La Mã (s. 1910)
- 2002 – Rosemary Clooney, nữ Diễn viên, nữ ca sĩ Mỹ (s.1928)
- 2003 – Katharine Hepburn, nữ Diễn viên Mỹ (s.1907)
- 2010 – Hoàng Tùng, Nhà báo Việt Nam (s.1920)

## Ngày lễ và kỷ niệm
- 1993 – Bầu cử quốc hội Burundi
- Lễ kính hai thánh tông đồ Phêrô và Phaolo - Công Giáo Roma